# 公务领导 (纳粹党)
公务领导（德語：Dienstleiter）是納粹德國于1933至1945年期間設立的一个高阶政治衔级。纳粹在夺取全国政权后创设了公务领导职衔，将其定为党组织的层级“全国领导级”（Reichsleitung）中的次级职衔，在同一党组织层级中只低于全國領導。